# Železni steber, Delhi
Železni steber v Delhiju je postavil Radža Dhava v 4. stoletju, strukturo visoko 7,21 metra s premerom 41 centimetrov, ki jo je zgradil Čandragupta II. (vladal 375–415 ) in zdaj stoji v kompleksu Qutub v Mehrauliju v Delhiju v Indiji. Znan je po sestavi kovin, ki so bile uporabljene v njegovi konstrukciji, odporni proti rji. Steber tehta več kot 6 ton in naj bi bil postavljen drugje, morda izven jam Udajagiri, na sedanjo lokacijo pa ga je v 11. stoletju premaknil Anangpal Tomar.

## Opis
Višina stebra od vrha do dna njegove baze je 7,21 m, od tega je 1,12 m pod zemljo. Njegov zvonasti glavni del ima 306 mm. Ocenjuje se, da tehta več kot šest ton. Steber je pritegnil pozornost arheologov in strokovnjakov za materiale zaradi svoje visoke odpornosti proti koroziji in je bil imenovan »pričevanje visoke ravni spretnosti, ki so jo starodavni indijski kovači železa dosegli pri pridobivanju in predelavi železa«. Odpornost proti koroziji je posledica enakomerne plasti kristalnega železovega(III) hidrogenfosfatnega hidrata, ki se tvori na železu z visoko vsebnostjo fosforja, ki ga ščiti pred vplivi podnebja v Delhiju.ref name="home.iitk.ac.in">On the Corrosion Resistance of the Delhi Iron Pillar, R. Balasubramaniam, Corrosion Science, Volume 42 (2000) pp. 2103 to 2129. Corrosion Science is a publication specialized in corrosion science and engineering.</ref>

## Napisi
Steber nosi številne napise različnih datumov, od katerih nekateri niso bili sistematično raziskani kljub vidni lokaciji stebra in lahkemu dostopu.

### Napis kralja Čhandra ali Čandragupta II.
Najstarejši napis na stebru je napis kralja po imenu Čandra (IAST: Candra), ki ga na splošno identificirajo kot cesarja Gupta Čandragupta II.

#### Napis
Napis obsega površino 2′9,5″ × 10,5″. Starodavna pisava je dobro ohranjena zaradi železa, odpornega proti koroziji, na katerem je vgravirana. Vendar se zdi, da se je med postopkom graviranja železo zlilo čez nekatere poteze, zaradi česar so nekatere črke nepopolne.
Vsebuje verze, sestavljene v sanskrtu, v metrični shemi šardulvikridita. Napisani so v vzhodni različici pisave Gupta. Velikost črk se razlikuje od 0,3125 do 0,5 in je zelo podobna črkam na napisu Samudragupte na Alahabadskem stebru. Imel pa je značilne mātrās (diakritike), podobne tistim v Bilsadskem napisu Kumaragupte I.. Medtem ko so robovi znakov na napisu v Alahabadu bolj ukrivljeni, imajo tisti na napisu v Delhiju bolj ravne robove. To lahko pripišemo dejstvu, da je bil napis iz Alahabada vgraviran na mehkejši peščenjak, medtem ko je napis iz Delhija vgraviran na trši material (železo). Besedilo ima nekaj nenavadnih odstopanj od standardnega sanskrtskega črkovanja, kot je:
- pranśu namesto praṃśu: uporaba zobnega nosu namesto anusvāra
- mūrtyā namesto mūrttyā: izpad druge t
- kīrtyā namesto kīrttyā: izpad druge t
- śattru namesto śatru (sovražnik): dodatna t

#### Študije
Leta 1831 je častnik Vzhodnoindijske družbe William Elliott izdelal faksimile napisa. Na podlagi tega faksimila je leta 1834 James Prinsep objavil litografijo v Journal of the Royal Asiatic Society of Great Britain and Ireland. Vendar ta litografija ni pravilno predstavila vsake posamezne besede napisa. Nekaj let pozneje je britanski inženir T. S. Burt s črnilom odtisnil napis. Na podlagi tega je Prinsep leta 1838 v isti reviji objavil izboljšano litografijo s svojim branjem scenarija in prevodom besedila.
Desetletja pozneje je Bhagwan Lal Indraji naredil še eno kopijo napisa na platnu. Na podlagi te kopije je Bhau Daji Lad leta 1875 objavil revidirano besedilo in prevod v Journal of the Bombay Branch of the Royal Asiatic Society. To branje je bilo prvo, ki je pravilno omenilo kraljevo ime kot Čandra. Leta 1888 je John Faithfull Fleet objavil kritično izdajo besedila v Corpus Inscriptionum Indicarum.
Leta 1945 je Govardhan Rai Šarma datiral napis v prvo polovico 5. stoletja našega štetja na podlagi paleografskih razlogov. Opazil je, da je njegova pisava podobna pisavi na drugih napisih iz obdobja Gupta, vključno s tistimi, odkritimi v Bilsadu (415 n. št.), Baigramu (449 n. št.) in Kahanumu (449 n. št.). R. Balasubramaniam (2005) je opazil, da so znaki delhijskega napisa zelo podobni datiranim napisom Čandragupta II., najdenim v Udajagiriju v Madja Pradešu.

#### Izdaja
Napis je brez datuma in vsebuje hvalnico kralju po imenu Čandra, čigar dinastije ne omenja. Identiteta tega kralja in s tem datum stebra sta bila predmet številnih razprav. Različna stališča o identiteti izdajatelja so bila zbrana in analizirana v zvezku, ki ga je uredil M. C. Joshi in je bil objavljen leta 1989.
Kralja zdaj na splošno identificirajo s kraljem Gupta Čandragupto II.  Ta identifikacija temelji na več točkah:
- Pisava in poetični slog napisa, ki kažeta na datum v poznem 4. ali zgodnjem 5, stoletju našega štetja: obdobje Gupta.
- Napis opisuje kralja kot bhakto boga Višnuja in beleži postavitev dhvaja ("prapor" ali steber) Višnuja na hribu, imenovanem Viṣṇupada ("hrib odtisa Višnuja").[18] Tudi drugi napisi Gupta opisujejo Čandragupto II. kot Bhagavata (bhakta Višnuja). Za Guptsko dobo so značilna tudi imena krajev, omenjenih v napisu. Na primer Dakṣiṇa Džalanidhi (Indijski ocean) in Vaṅga (območje Bengalije).
- Kratko ime 'Candra' je izpisano na zlatih kovancih Čandragupte II., v obliki lokostrelca, medtem ko so njegovo polno ime in nazivi prikazani v ločeni, okrogli legendi na kovancu.
- Kraljevski pečat Čandraguptove žene Dhruvadevi vsebuje stavek Śrī Viṣṇupada-svāmī Nārāyaṇa ("Nārāyaṇa, gospodar slavnega Viṣṇupada").[19]

Ker je napis hvalnica in navaja, da je kralj zapustil zemljo, je bilo nekaj razprav o tem, ali je posmrtni, tj. ali je bil kralj Čandra mrtev, ko je bil zapis ustvarjen. Dašaratha Šarma (1938) je trdil, da ni bila posmrten. Po mnenju B. Chhabre in G. S. Gaia napis pravi, da je kraljev um »z vdanostjo osredotočen na Višnuja«, kar pomeni, da je bil kralj takrat živ. Teoretizirajo, da je bilo morda zabeleženo, ko je Čandragupta II. abdiciral s prestola in se ustalil kot vanaprastha (upokojenec) v Viṣṇupadi.

## Prvotna lokacija
Steber je kot trofejo postavil sultan Iltutmiš pri gradnji mošeje Quvat-ul-Islam in kompleksa Qutub v 13. stoletju. Njegova prvotna lokacija, na samem mestu ali od drugod, je predmet razprav.
Po napisu kralja Čandre je bil steber postavljen v Vishnupadagiri (Vishnupada). J. F. Fleet (1898) je ta kraj poistovetil z Mathuro zaradi bližine Delhija (mesto najdbe napisa) in slovesa mesta kot vaišnavitskega romarskega središča. Vendar pa arheološki dokazi kažejo, da je bila v obdobju Gupta Mathura glavno središče budizma, čeprav je tam morda obstajal vaišnavizem. Še več, Mathura leži v ravninah in vsebuje le nekaj majhnih gričev in gomil: v Mathuri ni pravega girija (hriba).
Na podlagi paleografske podobnosti z datiranimi napisi iz Udajagirija, ikonografije Guptske dobe, analize metalurgije in drugih dokazov sta Meera Dass in R. Balasubramaniam (2004) teoretizirala, da je bil železen steber prvotno postavljen v Udajagiriju. Po njunem mnenju je bil steber s kolesom ali diskom na vrhu prvotno v jamah Udajagiri. Ta sklep je delno temeljil na dejstvu, da napis omenja Vishnupada-giri (IAST: Viṣṇupadagiri, kar pomeni »hrib z odtisom Viṣṇuja«). Ta sklep je podprl in podrobneje razložil Michael D. Willis v svoji knjigi The Archaeology of Hindu Ritual, objavljeni leta 2009.
Ključna točka v prid postavitvi železnega stebra v Udajagiri je, da je bilo to mesto tesno povezano s Čandragupto in čaščenjem Višnuja v obdobju Gupta. Poleg tega obstajajo dobro uveljavljene tradicije rudarjenja in obdelave železa v osrednji Indiji, dokumentirane zlasti z železnim stebrom v Dharju in lokalnimi imeni krajev, kot sta Lohapura in Lohangī Pīr (glej Vidiša). Znano je, da je kralj Delhija, Iltutmiš, v 13. stoletju napadel in oplenil Vidiša in to bi mu dalo priložnost, da steber kot trofejo odstrani v Delhi, tako kot so vladarji Tughluqov prinesli Ašokove stebre v Delhi v 14. stoletju.

### Premestitev
Ni gotovo, kdaj je bil steber prestavljen v Delhi s prvotne lokacije. Alexander Cunningham je premestitev pripisal kralju Tomare Anangpalu na podlagi kratkega napisa na stebru, pripisanega temu kralju. Pasanaha Chariu, besedilo Džain Apabhramša iz leta 1132 n. št., ki ga je sestavil Vibudh Šridhar, navaja, da je »teža njegovega stebra povzročila, da se je Gospodar kač tresel«. Identifikacija tega stebra z železnim stebrom podpira teorijo, da je bil steber že v Delhiju med Anangpalovo vladavino.
Druga teorija pravi, da se je selitev zgodila med muslimansko vladavino v Delhiju. Nekateri učenjaki domnevajo, da se je to zgodilo okoli leta 1200 n. št., ko je Qutb al-Din Aibak začel graditi kompleks Qutub kot general Mohameda iz Ghorja.
Finbarr Barry Flood (2009) teoretizira, da je bil Qutb al-Dinov naslednik Iltutmiš (vladal 1210–1236 n. št.) tisti, ki je steber premaknil v Delhi. Po tej teoriji je bil steber prvotno postavljen v Vidiši in da ga je Iltutmiš premaknil v kompleks Qutub, ko je v 13. stoletju napadel in oplenil Vidišo.